# Llista de topònims de Sant Julià del Llor i Bonmatí
Llista de topònims (noms propis de lloc) del municipi de Sant Julià del Llor i Bonmatí, a la Selva
Informació actualitzada per un bot. Els canvis manuals es perdran quan s'actualitzi!

## entitat singular de població
| imatge | Nom                 | Ubicat a                      | instància de                                                 | Detalls  | coordenades                                                       | Protecció | Commons (més fotos)         | Dades a WD                    |
| ------ | ------------------- | ----------------------------- | ------------------------------------------------------------ | -------- | ----------------------------------------------------------------- | --------- | --------------------------- | ----------------------------- |
|        | Bonmatí             | Sant Julià del Llor i Bonmatí | entitat singular de població capital municipal               | 1268 hab | 41° 58′ 12″ N, 2° 39′ 58″ E / 41.96995556°N,2.66624444°E 130 msnm |           |                             | Modifica les dades a Wikidata |
|        | Sant Julià del Llor | Sant Julià del Llor i Bonmatí | entitat singular de població ens local històric de Catalunya | 119 hab  | 41° 58′ 00″ N, 2° 38′ 35″ E / 41.966654°N,2.642971°E 151 msnm     |           | Sant Julià del Llor (Selva) | Modifica les dades a Wikidata |

## església
| imatge | Nom                           | Ubicat a                      | instància de | Detalls | coordenades                                                 | Protecció                                  | Commons (més fotos)           | Dades a WD                    |
| ------ | ----------------------------- | ----------------------------- | ------------ | ------- | ----------------------------------------------------------- | ------------------------------------------ | ----------------------------- | ----------------------------- |
|        | Ermita de Sant Julià del Llor | Sant Julià del Llor i Bonmatí | església     |         | 41° 58′ 09″ N, 2° 38′ 52″ E / 41.96911°N,2.64779°E 295 msnm | bé integrant del patrimoni cultural català | Ermita de Sant Julià del Llor | Modifica les dades a Wikidata |
|        | Santa Maria de Bonmatí        | Sant Julià del Llor i Bonmatí | església     |         |                                                             |                                            |                               | Modifica les dades a Wikidata |

## masia
| imatge | Nom                             | Ubicat a                      | instància de | Detalls                           | coordenades                                                                                          | Protecció                                  | Commons (més fotos) | Dades a WD                    |
| ------ | ------------------------------- | ----------------------------- | ------------ | --------------------------------- | --- | ------------------------------------------ | ------------------- | ----------------------------- |
|        | Ca l'Anglesell                  | Sant Julià del Llor i Bonmatí | masia        |                                   | 41° 58′ 08″ N, 2° 38′ 17″ E / 41.9689851981475°N,2.63817564955099°E                                  |                                            |                     | Modifica les dades a Wikidata |
|        | Ca l'Artau                      | Sant Julià del Llor i Bonmatí | masia        | Estil: arquitectura popular       | 41° 58′ 48″ N, 2° 37′ 48″ E / 41.98006°N,2.63006°E                                                   | bé integrant del patrimoni cultural català |                     | Modifica les dades a Wikidata |
|        | Cal Cardoner                    | Sant Julià del Llor i Bonmatí | masia        |                                   | 41° 58′ 43″ N, 2° 38′ 05″ E / 41.9785755316578°N,2.63476572483219°E                                  |                                            |                     | Modifica les dades a Wikidata |
|        | Cal Paradís                     | Sant Julià del Llor i Bonmatí | masia        |                                   | 41° 59′ 25″ N, 2° 39′ 23″ E / 41.990152726169°N,2.65635822493569°E                                   |                                            |                     | Modifica les dades a Wikidata |
|        | Cal Rei                         | Sant Julià del Llor i Bonmatí | masia        |                                   | 41° 59′ 10″ N, 2° 39′ 34″ E / 41.9861181128941°N,2.65950659124368°E                                  |                                            |                     | Modifica les dades a Wikidata |
|        | Cal Ros                         | Sant Julià del Llor i Bonmatí | masia        |                                   | 41° 58′ 41″ N, 2° 38′ 52″ E / 41.9781571906801°N,2.64788882755016°E                                  |                                            |                     | Modifica les dades a Wikidata |
|        | Can Costa                       | Sant Julià del Llor i Bonmatí | masia        |                                   | 41° 58′ 27″ N, 2° 39′ 12″ E / 41.9741571326855°N,2.65345090727735°E                                  |                                            |                     | Modifica les dades a Wikidata |
|        | Can Gallina                     | Sant Julià del Llor i Bonmatí | masia        |                                   | 41° 58′ 22″ N, 2° 37′ 46″ E / 41.9728486141235°N,2.62956025164281°E                                  |                                            |                     | Modifica les dades a Wikidata |
|        | Can Garriga                     | Sant Julià del Llor i Bonmatí | masia        |                                   | 41° 57′ 55″ N, 2° 38′ 20″ E / 41.9651504640497°N,2.63884902603693°E                                  |                                            |                     | Modifica les dades a Wikidata |
|        | Can Llorà Petit                 | Sant Julià del Llor i Bonmatí | masia        |                                   | 41° 58′ 33″ N, 2° 40′ 05″ E / 41.9759023177179°N,2.667973906087°E                                    |                                            |                     | Modifica les dades a Wikidata |
|        | Can Maçana                      | Sant Julià del Llor i Bonmatí | masia        |                                   | 41° 58′ 13″ N, 2° 40′ 01″ E / 41.9702884706008°N,2.66704960264293°E                                  |                                            |                     | Modifica les dades a Wikidata |
|        | Can Neret                       | Sant Julià del Llor i Bonmatí | masia        |                                   | 41° 58′ 38″ N, 2° 37′ 47″ E / 41.9772175153692°N,2.62976427106664°E                                  |                                            |                     | Modifica les dades a Wikidata |
|        | Can Nierm                       | Sant Julià del Llor i Bonmatí | masia        |                                   | 41° 59′ 09″ N, 2° 40′ 02″ E / 41.9857628433487°N,2.66735529213653°E                                  |                                            |                     | Modifica les dades a Wikidata |
|        | Can Regentí                     | Sant Julià del Llor i Bonmatí | masia        |                                   | 41° 58′ 38″ N, 2° 38′ 08″ E / 41.9771910209627°N,2.63555821114077°E                                  |                                            |                     | Modifica les dades a Wikidata |
|        | Can Reverter                    | Sant Julià del Llor i Bonmatí | masia        |                                   | 41° 59′ 06″ N, 2° 38′ 07″ E / 41.9849535248284°N,2.63516386094184°E                                  |                                            |                     | Modifica les dades a Wikidata |
|        | Can Rigau                       | Sant Julià del Llor i Bonmatí | masia        |                                   | 41° 58′ 33″ N, 2° 39′ 00″ E / 41.9759571591°N,2.65004943442529°E                                     |                                            |                     | Modifica les dades a Wikidata |
|        | Can Surroca                     | Sant Julià del Llor i Bonmatí | masia        |                                   | 41° 58′ 08″ N, 2° 40′ 01″ E / 41.9687933460905°N,2.66704531943769°E                                  |                                            |                     | Modifica les dades a Wikidata |
|        | Can Talaia                      | Sant Julià del Llor i Bonmatí | masia        |                                   | 41° 58′ 02″ N, 2° 38′ 40″ E / 41.9673024187165°N,2.64441252972869°E                                  |                                            |                     | Modifica les dades a Wikidata |
|        | Can Tolsà                       | Sant Julià del Llor i Bonmatí | masia        |                                   | 41° 57′ 54″ N, 2° 39′ 07″ E / 41.9650465084106°N,2.65184695460988°E                                  |                                            |                     | Modifica les dades a Wikidata |
|        | Can Valls                       | Sant Julià del Llor i Bonmatí | masia        |                                   | 41° 58′ 04″ N, 2° 38′ 14″ E / 41.9677215411631°N,2.63731386088167°E                                  |                                            |                     | Modifica les dades a Wikidata |
|        | Can Verneda                     | Sant Julià del Llor i Bonmatí | masia        |                                   | 41° 58′ 51″ N, 2° 39′ 00″ E / 41.980753119009°N,2.650023189031°E                                     |                                            |                     | Modifica les dades a Wikidata |
|        | Can Verònic                     | Sant Julià del Llor i Bonmatí | masia        |                                   | 41° 58′ 15″ N, 2° 39′ 30″ E / 41.9707401805709°N,2.65832123680723°E                                  |                                            |                     | Modifica les dades a Wikidata |
|        | Can Vidals                      | Sant Julià del Llor i Bonmatí | masia        |                                   | 41° 58′ 39″ N, 2° 38′ 39″ E / 41.9775334337339°N,2.64422284518627°E                                  |                                            |                     | Modifica les dades a Wikidata |
|        | Can Vila                        | Sant Julià del Llor i Bonmatí | masia        | Estil: arquitectura popular       | 41° 58′ 06″ N, 2° 38′ 14″ E / 41.96839°N,2.63734°E ca:Trencall que surt de la ctra. Sant Julià -Amer | bé integrant del patrimoni cultural català |                     | Modifica les dades a Wikidata |
|        | Mas Bonmatí                     | Sant Julià del Llor i Bonmatí | masia        | Estil: historicisme arquitectònic | 41° 58′ 00″ N, 2° 40′ 07″ E / 41.96676°N,2.6687°E ca:Nucli de Bonmatí, carrer Bonmatí                | bé integrant del patrimoni cultural català |                     | Modifica les dades a Wikidata |
|        | Mas Torrent                     | Sant Julià del Llor i Bonmatí | masia        |                                   | 41° 58′ 14″ N, 2° 37′ 54″ E / 41.9705762554145°N,2.63152861848431°E                                  |                                            |                     | Modifica les dades a Wikidata |
|        | el Carrer Petit                 | Sant Julià del Llor i Bonmatí | masia        |                                   | 41° 58′ 01″ N, 2° 38′ 51″ E / 41.966870773387°N,2.64755272508838°E                                   |                                            |                     | Modifica les dades a Wikidata |
|        | la Barca de Sant Julià del Llor | Sant Julià del Llor i Bonmatí | masia        |                                   | 41° 57′ 48″ N, 2° 38′ 40″ E / 41.9632942803369°N,2.64436241013391°E                                  |                                            |                     | Modifica les dades a Wikidata |
|        | la Barca de la Cellera          | Sant Julià del Llor i Bonmatí | masia        |                                   | 41° 58′ 30″ N, 2° 37′ 41″ E / 41.9749337177193°N,2.6281842633375°E                                   |                                            |                     | Modifica les dades a Wikidata |
|        | la Canova                       | Sant Julià del Llor i Bonmatí | masia        |                                   | 41° 58′ 44″ N, 2° 39′ 26″ E / 41.9789603875178°N,2.6573478518316°E                                   |                                            |                     | Modifica les dades a Wikidata |
|        | la Costica                      | Sant Julià del Llor i Bonmatí | masia        |                                   | 41° 59′ 29″ N, 2° 39′ 07″ E / 41.9913195241127°N,2.65201772029452°E                                  |                                            |                     | Modifica les dades a Wikidata |
|        | la Pera                         | Sant Julià del Llor i Bonmatí | masia        |                                   | 41° 59′ 06″ N, 2° 39′ 01″ E / 41.9850723929963°N,2.65020474331365°E                                  |                                            |                     | Modifica les dades a Wikidata |
|        | la Rovira                       | Sant Julià del Llor i Bonmatí | masia        | Estil: arquitectura popular       | 41° 58′ 18″ N, 2° 39′ 10″ E / 41.97154°N,2.6527°E ca:Camí Bonmatí - La Pera                          | bé integrant del patrimoni cultural català |                     | Modifica les dades a Wikidata |
|        | la Serra del Bosc               | Sant Julià del Llor i Bonmatí | masia        |                                   | 41° 58′ 23″ N, 2° 38′ 49″ E / 41.9730116420085°N,2.64699987962017°E                                  |                                            |                     | Modifica les dades a Wikidata |

## molí d'aigua
| imatge | Nom                         | Ubicat a                                   | instància de | Detalls                     | coordenades                                                   | Protecció                                  | Commons (més fotos)         | Dades a WD                    |
| ------ | --------------------------- | ------------------------------------------ | ------------ | --------------------------- | ------------------------------------------------------------- | ------------------------------------------ | --------------------------- | ----------------------------- |
|        | Molí de Llor                | Sant Julià del Llor i Bonmatí              | molí d'aigua | Estil: arquitectura popular | 41° 58′ 01″ N, 2° 40′ 09″ E / 41.96698°N,2.66929°E            | bé integrant del patrimoni cultural català |                             | Modifica les dades a Wikidata |
|        | Molí de Sant Julià del Llor | Sant Julià del Llor i Bonmatí              | molí d'aigua | Estil: arquitectura popular | 41° 58′ 12″ N, 2° 37′ 46″ E / 41.96999°N,2.62957°E            | bé integrant del patrimoni cultural català | Molí de Sant Julià del Llor | Modifica les dades a Wikidata |
|        | el Molinot                  | Sant Gregori Sant Julià del Llor i Bonmatí | molí d'aigua | Estil: arquitectura popular | 41° 59′ 14″ N, 2° 39′ 59″ E / 41.987119°N,2.666477°E 146 msnm | bé integrant del patrimoni cultural català |                             | Modifica les dades a Wikidata |

## pont
| imatge | Nom                         | Ubicat a                      | instància de | Detalls                                   | coordenades                                                         | Protecció                   | Commons (més fotos)                       | Dades a WD                    |
| ------ | --------------------------- | ----------------------------- | ------------ | ----------------------------------------- | ------------------------------------------------------------------- | --------------------------- | ----------------------------------------- | ----------------------------- |
|        | Pont de Bonmatí             | Sant Julià del Llor i Bonmatí | pont         | Travessa: Ter                             | 41° 58′ 09″ N, 2° 40′ 18″ E / 41.9690681593151°N,2.67177488160747°E |                             |                                           | Modifica les dades a Wikidata |
|        | pont de Sant Julià del Llor | Sant Julià del Llor i Bonmatí | pont         | Estil: arquitectura popular Travessa: Ter | 41° 58′ 16″ N, 2° 37′ 44″ E / 41.97098°N,2.62893°E                  | bé cultural d'interès local | Pont Vell (Sant Julià del Llor i Bonmatí) | Modifica les dades a Wikidata |

## Misc
| imatge | Nom                                                         | Ubicat a                                  | instància de               | Detalls                                                 | coordenades                                                                                             | Protecció                                  | Commons (més fotos)                         | Dades a WD                    |
| ------ | ----------------------------------------------------------- | ----------------------------------------- | -------------------------- | ------------------------------------------------------- | --- | ------------------------------------------ | ------------------------------------------- | ----------------------------- |
|        | Ajuntament de Sant Julià del Llor i Bonmatí                 | Sant Julià del Llor i Bonmatí             | casa consistorial          | Estil: arquitectura popular                             | 41° 58′ 04″ N, 2° 40′ 13″ E / 41.96791°N,2.67039°E ca:Plaça d'en Manuel Bonmatí 129 msnm                | bé integrant del patrimoni cultural català | Ajuntament de Sant Julià del Llor i Bonmatí | Modifica les dades a Wikidata |
|        | Can Casals                                                  | Sant Julià del Llor i Bonmatí             | casa                       | Estil: arquitectura popular                             | 41° 58′ 12″ N, 2° 40′ 02″ E / 41.97009°N,2.66719°E                                                      | bé integrant del patrimoni cultural català |                                             | Modifica les dades a Wikidata |
|        | Carrer Vell de Sant Julià del Llor                          | Sant Julià del Llor i Bonmatí             | carrer                     | Estil: arquitectura popular                             | 41° 58′ 15″ N, 2° 37′ 47″ E / 41.97087°N,2.6297°E                                                       | bé integrant del patrimoni cultural català | Carrer Vell de Sant Julià del Llor          | Modifica les dades a Wikidata |
|        | Cementiri Municipal de Sant Julià del Llor                  | Sant Julià del Llor                       | cementiri                  |                                                         | 41° 58′ 09″ N, 2° 38′ 51″ E / 41.9691936°N,2.6474636°E                                                  |                                            | Cementiri Municipal de Sant Julià del Llor  | Modifica les dades a Wikidata |
|        | Colònia Bonmatí                                             | Sant Julià del Llor i Bonmatí             | colònia industrial         | Estil: arquitectura popular                             | 41° 58′ 02″ N, 2° 40′ 12″ E / 41.9672°N,2.66997°E ca:Nucli de Bonmatí                                   | bé d'interès cultural                      | Colònia Bonmatí                             | Modifica les dades a Wikidata |
|        | Granja d'en Liceu                                           | Sant Julià del Llor i Bonmatí             | granja                     |                                                         | 41° 58′ 38″ N, 2° 37′ 57″ E / 41.9771636981434°N,2.63263733403369°E                                     |                                            |                                             | Modifica les dades a Wikidata |
|        | Monument als donants de sang a Sant Julià de Llor i Bonmatí | Sant Julià del Llor i Bonmatí             | monument                   | 2003-06-07 Anomenat per: donant de sang                 | 41° 58′ 06″ N, 2° 40′ 15″ E / 41.96843333333333°N,2.6708333333333334°E                                  |                                            |                                             | Modifica les dades a Wikidata |
|        | Sant Pere Màrtir de Sant Julià del Llor                     | Sant Julià del Llor i Bonmatí             | oratori                    | Estil: arquitectura popular                             | 41° 58′ 32″ N, 2° 38′ 23″ E / 41.975637180575°N,2.63977953349487°E Bonmatí                              | bé integrant del patrimoni cultural català | Sant Pere Màrtir de Sant Julià del Llor     | Modifica les dades a Wikidata |
|        | Ter                                                         | Ripollès Osona Selva Gironès Baix Empordà | curs d'aigua riu principal | Desemboca: mar Mediterrània Llarg: 208km Conca: 3010km² | 42° 25′ 40″ N, 2° 15′ 24″ E / 42.427778°N,2.256667°E 42° 01′ 24″ N, 3° 11′ 31″ E / 42.02347°N,3.19187°E |                                            | Ter River                                   | Modifica les dades a Wikidata |
|        | Zona industrial de Bonmatí                                  | Sant Julià del Llor i Bonmatí             | polígon industrial         |                                                         | 41° 58′ 17″ N, 2° 40′ 14″ E / 41.9714782879307°N,2.67049523057114°E                                     |                                            |                                             | Modifica les dades a Wikidata |